# Seleção Lituana de Rugby Union
A Seleção Lituana de Rugby Union é a equipe que representa a Lituânia em competições internacionais de Rugby Union.

## História
O rugby ainda é um esporte pouco popular na Lituânia, pois a população prefere o futebol e o basquete, portanto a equipe lituana vem crescendo surpreeendentemente principalmente nos últimos anos. No Torneio Europeu das Nações 2006-2008, conseguiu uma campanha impecável, vencendo todos os seus jogos. Na temporada 2008-2010, a Lituânia, conseguiu vencer as fortes seleções do Israel e Países Baixos, chegando ao round 4, onde enfrentará a Ucrânia, visando uma vaga na repescagem das Eliminatórias da Copa do Mundo de Rugby Union de 2011.

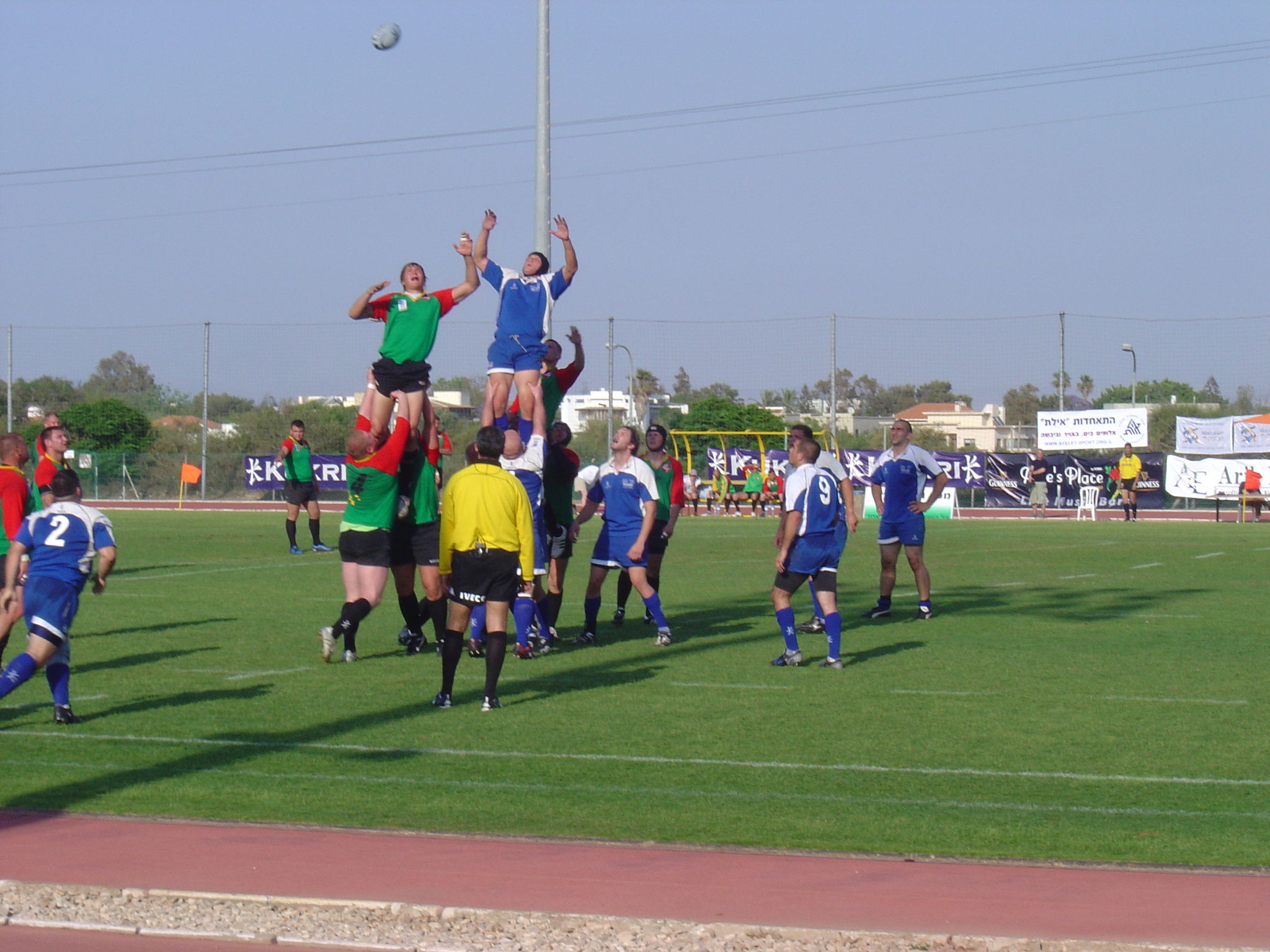
Lituânia (de verde) contra a Seleção do Israel

A seleção lituana disputou suas primeiras eliminatórias logo no primeiro ano de sua existência, em 1993, quando entrou no grupo B do leste europeu. Na primeira partida, perdeu de 31 a 5 para a Alemanha em Berlim, e perdeu para a Letônia por 7 a 6 em Siauliai. Nas eliminatórias da Copa de 1999, conseguiu derrotar Luxemburgo, mas perdeu para Andorra, Hungria e Suécia, sofrendo a maior derrota de sua história, por 84 a 17. Nas eliminatórias de 2003, ficou de fora ao perder para a Bélgica e para a Moldávia, após vitórias importantes sobre Mônaco e Malta, e um honroso empate contra a Eslovênia. Na fase de qualificação para a Copa do Mundo de Rugby Union de 2007, venceu a seleção israelense logo na primeira fase, mas ficou de fora de mais uma edição ao perder todos os seus jogos na segunda fase, contra Bélgica, Países Baixos, Suécia e Letônia. Nas Eliminatórias da Copa do Mundo de Rugby Union de 2011, conseguiu o melhor desempenho até então, depois de ser campeão da divisão 3A do Torneio Europeu das Nações com 100% de aproveitamento. Nas playoffs, venceu o Israel em Netanya e os Países Baixos em Vilnius. Na próxima fase, enfrentará a Ucrânia, para decidir o classificado para o round 5, que indicará o representante europeu para a repescagem da Copa do Mundo de Rugby Union de 2011.

## Confrontos
Registro de confrontos contra outras seleções
| Adversário           | Jogos | Vitórias | Empates | Derrotas | Pontos feitos | Pontos sofridos | Aproveitamento (%) |
| -------------------- | ----- | -------- | ------- | -------- | ------------- | --------------- | ------------------ |
| Alemanha             | 1     | 0        | 0       | 1        | 5             | 31              | 0%                 |
| Andorra              | 3     | 2        | 0       | 1        | 90            | 76              | 66,6%              |
| Armênia              | 1     | 1        | 0       | 0        | 24            | 19              | 100%               |
| Áustria              | 4     | 3        | 0       | 1        | 119           | 33              | 75%                |
| Bélgica              | 2     | 0        | 0       | 2        | 33            | 50              | 0%                 |
| Bósnia e Herzegovina | 2     | 2        | 0       | 0        | 49            | 24              | 100%               |
| Bulgária             | 4     | 3        | 0       | 1        | 190           | 31              | 75%                |
| Dinamarca            | 1     | 0        | 0       | 1        | 6             | 69              | 0%                 |
| Eslovênia            | 2     | 0        | 1       | 1        | 19            | 41              | 25%                |
| Hungria              | 6     | 4        | 0       | 2        | 104           | 90              | 66,6%              |
| Israel               | 4     | 4        | 0       | 0        | 165           | 34              | 100%               |
| Letônia              | 6     | 3        | 0       | 3        | 151           | 108             | 50%                |
| Luxemburgo           | 5     | 3        | 0       | 2        | 126           | 65              | 60%                |
| Malta                | 2     | 1        | 0       | 1        | 57            | 33              | 50%                |
| Moldávia             | 2     | 0        | 0       | 2        | 22            | 42              | 0%                 |
| Mônaco               | 1     | 1        | 0       | 0        | 33            | 10              | 100%               |
| Noruega              | 3     | 3        | 0       | 0        | 126           | 32              | 100%               |
| Países Baixos        | 2     | 1        | 0       | 1        | 17            | 54              | 50%                |
| Sérvia e Montenegro  | 2     | 1        | 0       | 1        | 50            | 53              | 50%                |
| Suécia               | 5     | 0        | 1       | 4        | 42            | 187             | 10%                |
| Suíça                | 1     | 1        | 0       | 0        | 33            | 0               | 100%               |
| Ucrânia              | 1     | 0        | 0       | 1        | 8             | 27              | 0%                 |
| Total                | 60    | 33       | 3       | 24       | 1469          | 1109            | 57,5%              |